# مشكاك (بربرود الغربي)
مشکاك (بالفارسية: مشکک) هي قرية تقع في إيران في قسم بربرود الغربي الریفي. يقدر عدد سكانها بـ 67 نسمة بحسب إحصاء 2016.